# Megatympanon
Megatympanon is een geslacht van rechtvleugeligen uit de familie sabelsprinkhanen (Tettigoniidae). De wetenschappelijke naam van dit geslacht is voor het eerst geldig gepubliceerd in 1958 door Piza.

## Soorten
Het geslacht Megatympanon  is monotypisch en omvat slechts de volgende soort:
- Megatympanon speculatum (Piza, 1958)